# 指環が泣いた
「指環が泣いた」（ゆびわがないた）は、チャゲ&飛鳥（現：CHAGE and ASKA）の楽曲。自身の17作目のシングルとして、キャニオン・レコード（現：ポニーキャニオン）から1986年11月21日に発売された。

## 背景・リリース
前作「Count Down」からちょうど3か月ぶりに発売された作品:380。
公式サイトでは、「指環が泣いた/やさしさの向こう側」の表記となっており、両A面シングル扱いとなっている。

## 収録曲
| #         | タイトル               | 作詞      | 作曲      | 編曲      | 時間 |
| --------- | ---------------------- | --------- | --------- | --------- | ---- |
| 1.        | 「指環が泣いた」       | 飛鳥涼    | 飛鳥涼    | 佐藤準    | 4:40 |
| 2.        | 「やさしさの向こう側」 | 澤地隆    | CHAGE     | 栗原正己  | 3:32 |
| 合計時間: | 合計時間:              | 合計時間: | 合計時間: | 合計時間: | 8:12 |

## 楽曲解説
1. 指環が泣いた
1986年12月31日に放送されたフジテレビ系音楽番組『世界紅白歌合戦』で、ロンドンから衛星生中継で披露した楽曲[1]:382。歌い終わった後、a-haのメンバーから「あのイントロはどんな意味があるのか」と質問されたという[3]。
シングル・ヴァージョンは本シングル盤のみに収録されている。
2. やさしさの向こう側
その後にリリースされたアルバムには本曲は収録されず、またシングル自体も廃盤になったため、しばらくは入手困難な状態が続いていたが、2009年8月25日より各大手配信サイトにて楽曲の配信が開始された為、両曲共に視聴、入手は容易となった。

## 収録アルバム
国内盤
- Mr.ASIA (#1)※アルバム・ミックス
- SUPER BEST II (#1)※リミックス・ヴァージョン
- SUPER BEST BOX SINGLE HISTORY 1979-1994 AND Snow Mail (#1)※リミックス・ヴァージョン

海外盤
- Asian Communications Best (#1)

## カバー
指環が泣いた
- 1987年：テレンス・チョイ（蔡國權）がベストアルバム『蔡國權精選』内の新曲として 「夏日終結的戀人」というタイトルでカバーしている。